# Fuego y ternura
Fuego y ternura es el nombre del tercer álbum de la actriz y cantante mexicana de música pop Lucero. Fue lanzado al mercado el 27 de mayo de 1985. Se registraron ventas de alrededor de 250,000 copias y con este material, la cantante se posiciona como artista juvenil en México y Latinoamérica
Para la realización de este álbum, la compañía discográfica decide que debe de trabajar con el productor Jaime Sánchez Rosaldo para darle un giro más juvenil a su carrera como cantante; dejando atrás la representación y producción de Sergio Andrade.

## Antecedentes
A finales de 1984; Lucerito participa en la grabación de la película Fiebre de amor junto con la estrella juvenil del momento Luis Miguel; una producción de Televisa que buscaba unir a los 2 ídolos juveniles del momento en una historia de amor y promover el puerto de Acapulco, promoviendo el recién inaugurado Centro de convenciones de este puerto y los hoteles para un público más juvenil.  La película se estrenó hasta finales de 1985.
Una vez terminada la filmación; Lucerito se enfocó en la grabación de su siguiente material discográfico grabando canciones de nuevos y experimentados compositores como Prisma, Nicolás Urquiza, Luisito Rey  y por primera vez grabando un tema de Joan Sebastian, todos ellos reconocidos por sus trabajos en festivales como la OTI.

## Otros nombres y ediciones
En algunos mercados latinoamericanos; como Centroamérica, Colombia, Ecuador y Venezuela este álbum se lanza con el nombre de Magia, mientras que en Chile se lanza con el nombre de Con todo mi amor, finalmente es publicado en Brasil con el nombre de Chispita, aprovechando el éxito que la telenovela del mismo nombre estaba teniendo en el país de la cual Lucero fue protagonista, este fue el primer y único álbum de Lucero publicado en Brasil, hasta su regreso al mercado discográfico brasileño en 2016 con el EP Dona Desse Amor y posteriormente en el 2017 con el álbum Brasileira.
una nueva reedición del álbum se presentó en el 2016 para la plataforma Spotify con el título Magia con Lucerito, presentando un orden distinto de canciones.

## Promoción
Para iniciar la promoción de este álbum; se selecciona la canción que da el nombre al título del álbum, Fuego y ternura para el cual se realiza un vídeo grabado en Reino Aventura y en la cual se presenta una Lucerito más juvenil y decidida al amor; representando escenas en motocicleta y realizando ejercicios.   Tanto la canción como el vídeo se vuelven un éxito de inmediato; logrando disparar las ventas del álbum y la carrera como cantante de la actriz juvenil.
La segunda canción que se decide lanzar como sencillo es Magia, la cual continua con el éxito del álbum.
A finales de 1985; se estrena la película Fiebre de amor la cual es todo un éxito en taquilla incrementando la carrera como actriz de Lucerito; para promocionar esta película, se estrena también la banda sonora de la misma donde la canción cantada junto a Luis Miguel, Todo el amor del mundo se vuelve un éxito en radio.
El álbum fue todo un éxito y para promocionar este, junto con la película antes mencionada; Lucerito se embarca en una pequeña gira por Centro y Sudamérica; visitando países como Chile, Venezuela, Costa Rica, Ecuador y Brasil.

## Lista de canciones
| Fuego y ternura |                            |                 |          |  |
| N.º             | Título                     | Escritor(es)    | Duración |  |
| 1.              | «Magia»                    | Nicolás Urquiza | 3:18     |  |
| 2.              | «Bailando con tu recuerdo» | Joan Sebastian  | 3:04     |  |
| 3.              | «El amor tocó a mi puerta» | Omar Alfanno    | 3:08     |  |
| 4.              | «Tu amor por un día»       | Sue & Javier    | 3:02     |  |
| 5.              | «Así de simple»            | Sue & Javier    | 2:59     |  |
| 6.              | «Fuego y ternura»          | Prisma          | 3:17     |  |
| 7.              | «Siempre te seguiré»       | Luisito Rey     | 2:59     |  |
| 8.              | «Yo siento»                | Alfanno         | 3:16     |  |
| 9.              | «Esta melodía»             | Alfanno         | 3:04     |  |
| 10.             | «Dame, dame»               | Nicolás Urquiza | 3:13     |  |
| 31:24           |                            |                 |          |  |

| Magia con Lucerito (Reedición Spotify) (2016) |                                |                 |          |  |
| N.º                                           | Título                         | Escritor(es)    | Duración |  |
| 1.                                            | «Fuego y Ternura»              | Prisma          | 3:17     |  |
| 2.                                            | «Magia»                        | Nicolás Urquiza | 3:18     |  |
| 3.                                            | «Tu amor por un día»           | Sue & Javier    | 3:02     |  |
| 4.                                            | «Con tan pocos años»           | Sergio Andrade  | 3:08     |  |
| 5.                                            | «Dame, Dame»                   | Nícolas Urquiza | 3:13     |  |
| 6.                                            | «Siempre te seguiré»           | Luisito Rey     | 2:59     |  |
| 7.                                            | «Él»                           | Sergio Andrade  | 3:00     |  |
| 8.                                            | «Como música de Rock 'N' Roll» | Alfanno         | 3:24     |  |
| 9.                                            | «Bailando con tu recuerdo»     | Joan Sebastian  | 3:04     |  |
| 10.                                           | «Te prometo»                   | Sergio Andrade  | 3:04     |  |
| 11.                                           | «América esta es tu canción»   | Sergio Andrade  | 3:13     |  |
| 12.                                           | «El amor toco a mi puerta»     | Omar Alfanno    | 3:08     |  |
| 37:51                                         |                                |                 |          |  |

## Sencillos
| #  | título               | Lado B                     | Año                     |
| -- | -------------------- | -------------------------- | ----------------------- |
| 1. | "Fuego y ternura"    | "Bailando con tu recuerdo" | 3 de mayo de 1985       |
| 2. | "Magia"              | "El amor tocó a mi puerta" | 27 de agosto de 1985    |
| 3. | "Siempre te seguiré" | "Dame, dame"               | 10 de diciembre de 1985 |